# Pseudopigritia argyreella
Pseudopigritia argyreella är en fjärilsart som beskrevs av William George Dietz 1900. Pseudopigritia argyreella ingår i släktet Pseudopigritia och familjen förnamalar. Inga underarter finns listade i Catalogue of Life.